# Черемісін Андрій Андрійович
Андрій Андрійович Черемісін (рос. Андрей Андреевич Черемисин; нар. 23 квітня 1947, Краснодар, РРФСР) — радянський футболіст та український тренер, виступав на позиції нападника та півзахисника.

## Клубна кар'єра
Вихованець футбольного клубу «Спартак» (Нальчик). Першим тренером був Борис Седанов. У 1966 році розпочав кар'єру гравця в дублюючому складі нальчикського «Спартака». У 1969 році переїхав до сімферопольської «Таврії». Влітку 1970 року одержав запрошення в футбольний клуб «Шахтар». За донецьку команду зіграв 6 матчів і по завершенні сезону повернувся в «Таврію». У 1973 році грав в армійській команді Одеси, яка базувалася в цей період в Молдові. У 1974 році повернувся в сімферопольський клуб. У 1981 році Черемісін завершив виступи в командах майстрів, продовживши грати на аматорському рівні за сімферопольський «Метеор».

## Кар'єра тренера
По завершенні кар'єри гравця розпочав тренерську діяльність. Спочатку тренував дітей в ДЮСШ сімферопольської «Таврія» (1981—1988). На початку 1989 року приєднався до тренерського штабу «Таврії», а 1 серпня 1990 року очолив команду, якою керував до кінця 1990 року. Потім до 1993 року продовжував працювати в клубі на посаді асистента головного тренера. З 16 вересня 1994 року по 15 грудня 1994 року знову був головним тренером сімферопольців. З липня й до кінця 2000 року допомагав тренувати житомирське «Полісся», куди його запросив Анатолій Заяєв. З 2003 року й по червень 2014 року працював у молодіжній академії сімферопольської «Таврії». У 2015 році очолював фейковий кримський клуб «Авангард» (Джанкой).

## Особисте життя
Середній брат Андрія Черемісіна, Олександр Черемісін, також був футболістом та футбольним тренером, більшу частину кар'єри гравця провів у клубі «Гомсільмаш», пізніше кілька років очолював цей клуб. Старший брат, Олексій Черемісін, також грав у футбольних командах майстрів «Енергія» (Новочеркаськ) і «Спартак» (Нальчик), проте його кар'єра гравця футбольних команд майстрів була нетривалою. Син Андрія Черемісіна, Антон Черемісін, грав за низку українських команд нижчих ліг та аматорських команд.

## Досягнення

### Як гравця
- Перша ліга СРСР
  -  Чемпіон (1): 1980
  -  Бронзовий призер (1): 1977

- Чемпіонат УРСР
  -  Бронзовий призер (1): 1972

- Кубок УРСР
  -  Володар (1): 1974

### Як тренера
«Таврія» (Сімферополь) (як асистент головного тренера)
- Вища ліга чемпіонату України
  -  Чемпіон (1): 1992

- Кубок України
  -  Фіналіст (1): 1994

### Відзнаки
- Майстер спорту СРСР